# Église vieille-orthodoxe pomore

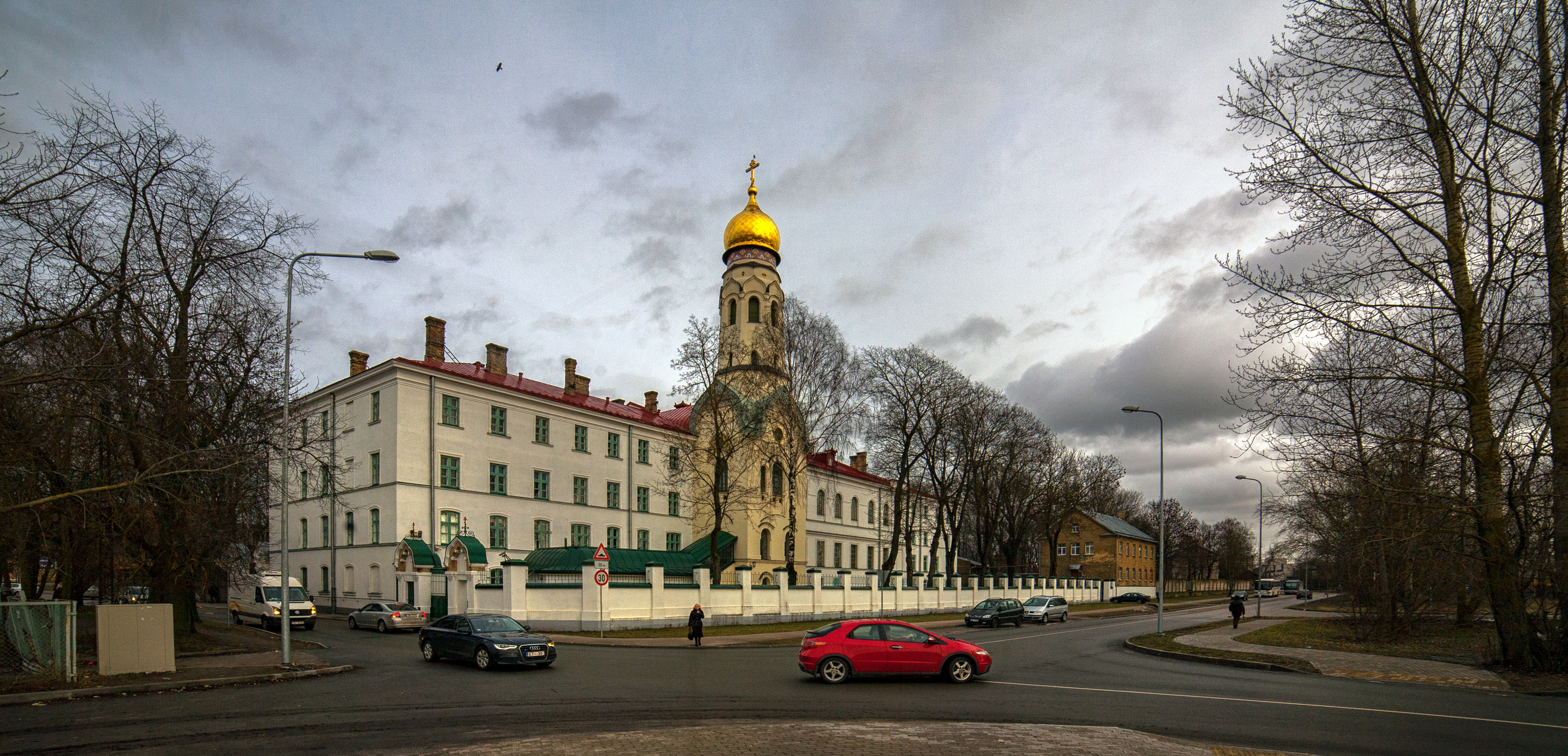
Maison de prière Grebenchtchikov à Riga (Lettonie). Plus importante communauté de l'Église & école de théologie

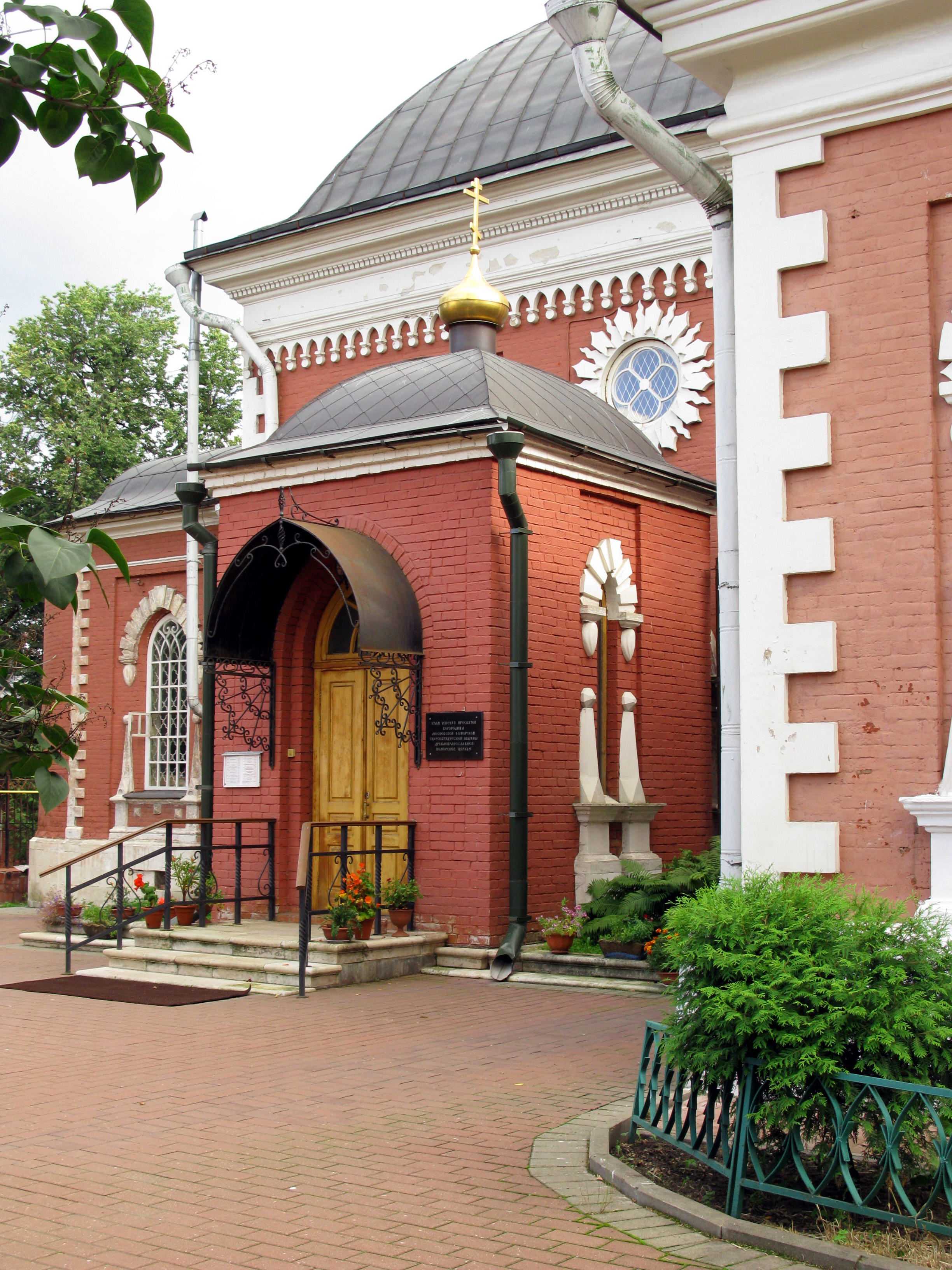
Chapelle à Moscou (partie orientale de l'Église Saint-Nicolas, cimetière de la Transfiguration). Siège de l'Église de Russie

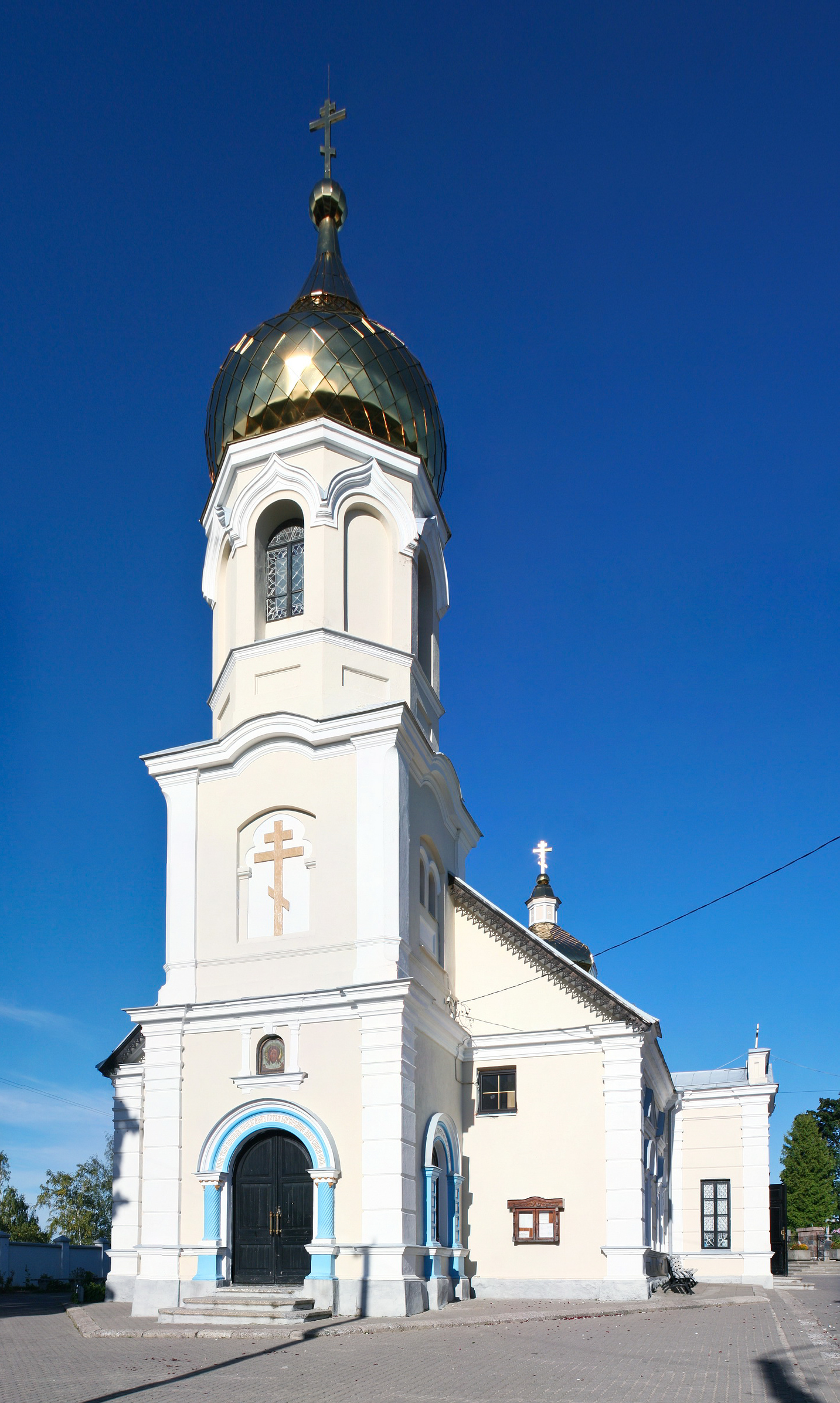
Église de Vilnius (Lituanie). Siège de l'Église de Lituanie. Centre spirituel de l'Église (de fait) pendant la période soviétique

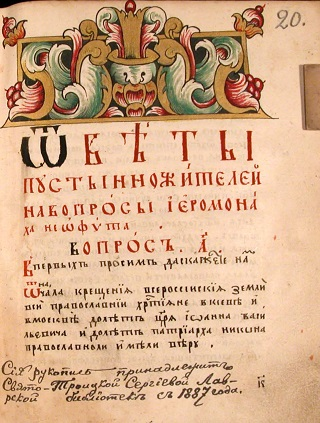
Réponses pomores ou Réponses des habitants du désert aux questions du hiéromoine Néophyte, manuscrit de 1741 (une des principales œuvres apologétiques des Vieux-croyants publiée en 1723)

L'Église vieille-orthodoxe pomore ou Église vieille-orthodoxe du Pomore (en russe : Древлеправославная поморская церковь) est une des branches et dénominations des orthodoxes vieux-croyants, nés en Russie d'un schisme de l'Église orthodoxe russe au XVIIe siècle.
C'est la plus importante des dénominations non presbytériennes (« sans prêtres »).
Les différentes Églises nationales sont membres du Conseil unifié (ou unique) de l'Église vieille-orthodoxe pomore.

## Dénominations
Plusieurs noms existent pour désigner les membres de ce courant : Pomores, Nouveaux-Pomores,  Pomoriens, Danilovites ou Riverains.
Le courant lui-même est désigné par différents noms : Confession pomore, Confession du Pomore, Confession de Danilov, Société ecclésiastique des Chrétiens pomores, Église des Vieux-croyants pomores, Église vieille-orthodoxe pomore ou Église vieille-orthodoxe du Pomore.

## Histoire

### Réformes du patriarche Nikon et Raskol
En 1653, le patriarche de Moscou Nikon introduit des modifications dans le rituel pour le rapprocher de l'usage byzantin. Ces réformes soulèvent la réprobation des traditionalistes de l'Église orthodoxe russe menés par l'archiprêtre Avvakoum,,. Le concile de 1666-1667 entérine les réformes et prononce l'anathème contre les opposants en les déclarant schismatiques. Ce schisme est généralement appelé « raskol » ou « raskol nikonien » (никонианский раскол) [par les vieux-croyants]. Les vieux-croyants vont être persécutés par l'État et l'Église officielle, avec une sévérité variable, jusqu'en 1905. Du fait de la répression, des communautés de vieux-croyants s'installent aux confins de l'Empire ou fuient et s'installent en dehors, notamment dans la république des Deux Nations.
Vers 1710, les Vieux-croyants se divisent en deux branches :
- les vieux-croyants presbytériens (« avec prêtres ») ne renoncent pas au sacerdoce. Ils acceptent le ralliement de prêtres ordonnés dans l'Église « nikonienne » et cherchent à rétablir une Église avec une triple hiérarchie ;
- les vieux-croyants non-presbytériens (« sans prêtres ») renoncent définitivement au sacerdoce, considérant qu'il n'y a plus dans le monde une hiérarchie orthodoxe légitime.

### Vieux-croyants pomores et nouveaux-pomores
L'Église vieille-orthodoxe pomore ou « confession de Danilov » fut fondée en Carélie orientale par Danila Vikouline et les frères Denissov.
Un débat à propos du mariage agita et divisa les Pomores tout au long du XVIIIe siècle. Sans prêtre, le sacrement du mariage ne pouvait pas être pratiqué. Un rite de mariage non-sacramentel fut établi en 1798 par Gabriel Illarionovich Skachkov sous forme de bénédiction du mariage par un mentor. Les Nouveaux-Pomores (ou tout simplement Pomores) acceptèrent ce nouveau rite de mariage qui permettait la légalisation des relations matrimoniales (finalement reconnues par l'Etat) et par conséquent la possibilité d'un transfert légal de propriété par héritage. Ceux qui n'acceptèrent pas cette orientation furent nommés Vieux-Pomores.

### Empire russe
En 1905 (Révolution russe de 1905), l'Édit de tolérance religieuse de Nicolas II met fin aux persécutions étatiques des vieux-Croyants qui cessent aussi d'être appelés schismatiques. S'ouvre alors une période d' « Âge d'or », qui va durer une dizaine d'années jusqu'à la révolution bolchévique, pendant laquelle les vieux-croyants vont pouvoir jouir de la liberté religieuse.
Le premier Concile (Sobor) panrusse de l'Église vieille-orthodoxe pomore (Concile panrusse des Chrétiens pomores acceptant le mariage) se déroule à Moscou du 1er au 10 mars 1909, rassemblant environ 500 personnes. Le deuxième Concile panrusse se déroule également à Moscou en 1912. À partir de cette époque la Société ecclésiastique des vieux-croyants pomores a commencé à s'appeler Église des Vieux-croyants pomores.

### Union soviétique
L'Union des républiques socialistes soviétiques succède à l'Empire russe en 1922 (avec pertes de territoires à l'Ouest). Très vite, il mène une politique anti-religieuse qui frappe toutes les communautés religieuses et donc les différentes branches des vieux-croyants.
Le Congrès des chrétiens pomores en 1923 élabore un règlement sur l'Église pomore qui prévoit la création d'un Conseil spirituel suprême et de conseils spirituels locaux (régionaux), mais cela n'a pas pu se mettre en place. À la fin des années 1930, la vie ecclésiale légale de l'Église pomore a pris fin (fermeture de lieux de culte, assassinat, emprisonnement et déportation de responsables). Il ne reste guère plus qu'une activité discrète, et plus ou moins clandestine, avec des réunions chez des particuliers.
Après l'occupation (1940), puis l'annexion des Pays baltes (1944-1991), le Conseil suprême des vieux-croyants situé à Vilnius en Lituanie n'a pas été fermé et est devenu de fait l'organe central de l'ensemble de l'Église vieille-orthodoxe pomore, lui redonnant du même coup une reconnaissance légale. Les assemblées qui y eurent lieu en 1966 et 1974 réunirent des délégués venant de l'ensemble de l'Union. La dernière réunion du Conseil de l'époque soviétique y a eu lieu en 1988, après quoi le processus de formation de différents Conseils locaux dans les différentes républiques, puis dans les nouveaux États issus de la dislocation de l'URSS a commencé.

### Histoire moderne
La Russie déclare sa souveraineté le 12 juin 1990 et l'URSS est dissoute officiellement le 31 décembre 1991. Quinze nouveaux États souverains lui succèdent.
En mai 2006, et pour la première fois depuis 1912, le troisième Concile panrusse de l'Église s'est tenu à Saint-Pétersbourg. En mai 2012, le quatrième Concile panrusse et le premier Conseil international de coordination de l'Église ont également eu lieu à Saint-Pétersbourg, avec la participation des différentes nouvelles structures nationales.

## Doctrine et pratiques
L'Église vieille-orthodoxe pomore n'a pas une triple hiérarchie (diacres, presbytres [prêtres], évêques), mais selon ses traditions et sa doctrine, elle est une et indivisible. Il existe un rite du service divin non sacerdotal. Toutes les fonctions sont occupées par des laïcs : guide spirituel (mentor), guide spirituel intérimaire, lecteur, chanteur, chef de chœur, instructeur, canonarque, sexton (sacritain), sonneur de cloches et peintre d'icônes. 
L'Église reconnaît tous les sacrements de l'Église orthodoxe mais ne peut en accomplir que deux, faute de prêtres : le sacrement du baptême et le sacrement du repentir (confession), qui sont autorisés aux laïcs. L'Église reconnaît et célèbre le rite du mariage (le mariage sacramentel est remplacé par la bénédiction du mariage par un mentor dans une maison de prière).
L'Église se considère comme la seule héritière légitime de l'Église de Russie historique d'avant les réformes nikoniennes.

## Organisation

### Structure territoriale
L'Église vieille-orthodoxe pomore est aujourd'hui principalement présente en Russie, en Lituanie, en Lettonie en Estonie, en Ukraine, en Biélorussie et en Pologne. Un Conseil national de l'Église existe dans chacun de ces pays. Les différents Conseils nationaux se réunissent régulièrement en un Conseil unifié de l'Église vieille-orthodoxe pomore.
Il existe également des communautés vieilles-orthodoxes pomores organisées au Kazakhstan, au Kirghizistan, aux États-Unis, au Brésil, en Argentine, en Suède, en Allemagne, en Roumanie, en Moldavie et en France. Elles sont suivies par l'Église de Russie.

#### Conseil unifié de l'Église vieille-orthodoxe pomore
Un Conseil international de coordination avait été créé en 1992. Il a été remplacé en 2001 par le Conseil unifié (ou unique) de l'Église vieille-orthodoxe pomore. Il est présidé par Oleg Ivanovitch Rozanov.
Les réunions du Conseil unifié se tiennent à tour de rôle dans les différents États où se trouvent les Centres spirituels de l'Église vieille-orthodoxe pomore.
- 11 juillet 2018 - réunion à Daugavpils (Lettonie)
- 4 juin 2019 - réunion à Moscou (Russie)

#### Église vieille-orthodoxe pomore de Russie
Le Conseil russe de l'Église vieille-orthodoxe pomore (en russe : Российский Совет Древлеправославной Поморской Церкви) a été établi en 1989. Il est présidé par Oleg Ivanovitch Rozanov.
L'Église de Russie compte plus de 250 communautés locales. C'est la plus importante des Églises pomores nationales. Le pays compte également quelques communautés vieilles-pomores (théodosiennes), et encore plus de communautés de vieux-croyants presbytériens (« avec prêtres ») organisées.

#### Église vieille-orthodoxe pomore de Lettonie
Le Conseil suprême de l'Église vieille-orthodoxe pomore de Lettonie a été établi en 1989. Il est présidé par Alexï Jilko depuis 2005.
L'Église de Lettonie compte une soixantaine de communautés locales, rassemblant environ 70 000 fidèles. La très grande majorité des Vieux-croyants du pays en sont membres.

#### Église vieille-orthodoxe pomore de Lituanie
Le Conseil suprême de l'Église vieille-orthodoxe pomore de Lituanie (Conseil suprême des vieux-orthodoxes) a été établi en 1925. Il est présidé par Grigoriy Boyarov depuis 2007.
L'Église de Lituanie compte une soixantaine de communautés locales, rassemblant environ 24 000 fidèles. La très grande majorité des Vieux-croyants du pays en sont membres.

#### Église vieille-orthodoxe pomore d'Estonie
Le Conseil suprême de l'Église vieille-orthodoxe pomore d'Estonie a été établi en 1995. Il est présidé par Pavel Varounine depuis 1998.
L'Église d'Estonie compte une dizaine de communautés locales, rassemblant environ 15 000 fidèles. La très grande majorité des Vieux-croyants du pays en sont membres.

#### Église vieille-orthodoxe pomore de Biélorussie
Le Conseil suprême de l'Église vieille-orthodoxe pomore de Biélorussie a été établi en 1998. Il est présidé par Alexandre Bielov depuis 2010.
L'Église de Biélorussie compte une trentaine de communautés locales, rassemblant environ 50 000 fidèles. Le pays compte également des communautés de Vieux-croyants presbytériens (« avec prêtres ») organisées.

#### Église vieille-orthodoxe pomore d'Ukraine
Le Conseil suprême de l'Église vieille-orthodoxe pomore d'Ukraine a été établi en 2010. Il est présidé par Nikola Venediktovich Babichev depuis 2010.
L'Église d'Ukraine compte une quarantaine de communautés locales, rassemblant environ 10 000 fidèles. Le pays compte également des communautés de Vieux-croyants presbytériens (« avec prêtres ») organisées.

#### Église vieille-orthodoxe pomore de Pologne
Le Conseil suprême de l'Église vieille-orthodoxe pomore de Pologne (en polonais : Staroprawosławną Cerkiew Pomorską w RP) a été établi en 1928 (rétabli en 1983). Il est présidé par Vaclav Novitchenko depuis 2009.
L'Église de Pologne compte trois communautés locales, rassemblant environ 1 400 fidèles. C'est la plus petite des Églises pomores nationales.

### Formation
Il existe des écoles de théologie à Riga (Lettonie) et à Saint-Pétersbourg (Russie).

### Monachisme
Le monachisme avait complètement disparu. La renaissance de l'historique Monastère Vygovsky (en Carélie) est en cours. Il y a plusieurs autres projets de monastères en Lettonie et en Russie (à Kochlakovo dans la région de Belgorod).

## Relations avec les autres Églises

### Relations avec les autres Églises vieilles-croyantes
En Russie, l'Église participe aux travaux du Groupe de travail pour la coordination de la coopération inter-vieux-croyants (en russe : Рабочей группы по координации межстарообрядческого сотрудничества).
Ce groupe de travail s'est réuni pour la première fois le 15 janvier 2016 au Centre culturel et de pèlerinage Avvakoum au cimetière Preobrazhensky à Moscou avec des représentants de l'Église orthodoxe vieille-ritualiste russe, de l'Église vieille-orthodoxe russe, de l'Église vieille-orthodoxe pomore et de l'Église vieille-orthodoxe vieille-pomore. La Confession des Chapelles, par contre, n'a pas de représentant dans ce groupe.
Le 3 mars 2016, à la Maison des nationalités de Moscou, une table ronde s'est tenue sur le thème « Problèmes réels des vieux-croyants », à laquelle ont participé des représentants des principaux courants des Vieux-croyants de Russie, notamment les primats des différentes Églises : Corneille (Titov) de l'Église orthodoxe vieille-ritualiste russe, Alexandre de l'Église vieille-orthodoxe russe et Oleg Ivanovitch Rozanov de l'Église vieille-orthodoxe pomore. Cette rencontre est une première historique.
Un Forum international des vieux-croyants a eu lieu à Moscou les 18 et 19 mai 2021 à l'occasion du 400e anniversaire de la naissance de l'archiprêtre Avvakoum. Il a été organisé conjointement par l'Église orthodoxe vieille-ritualiste russe, l'Église vieille-orthodoxe pomore et l'Église vieille-orthodoxe vieille-pomore (par contre, sans l'Église vieille-orthodoxe russe, qui a décidé de se retirer du groupe de travail). Parmi les trente-neuf intervenants, on retrouve bien sûr des représentants des Églises organisatrices, mais aussi des représentants de la Confession des Chapelles.

### Relations avec l'Église orthodoxe russe

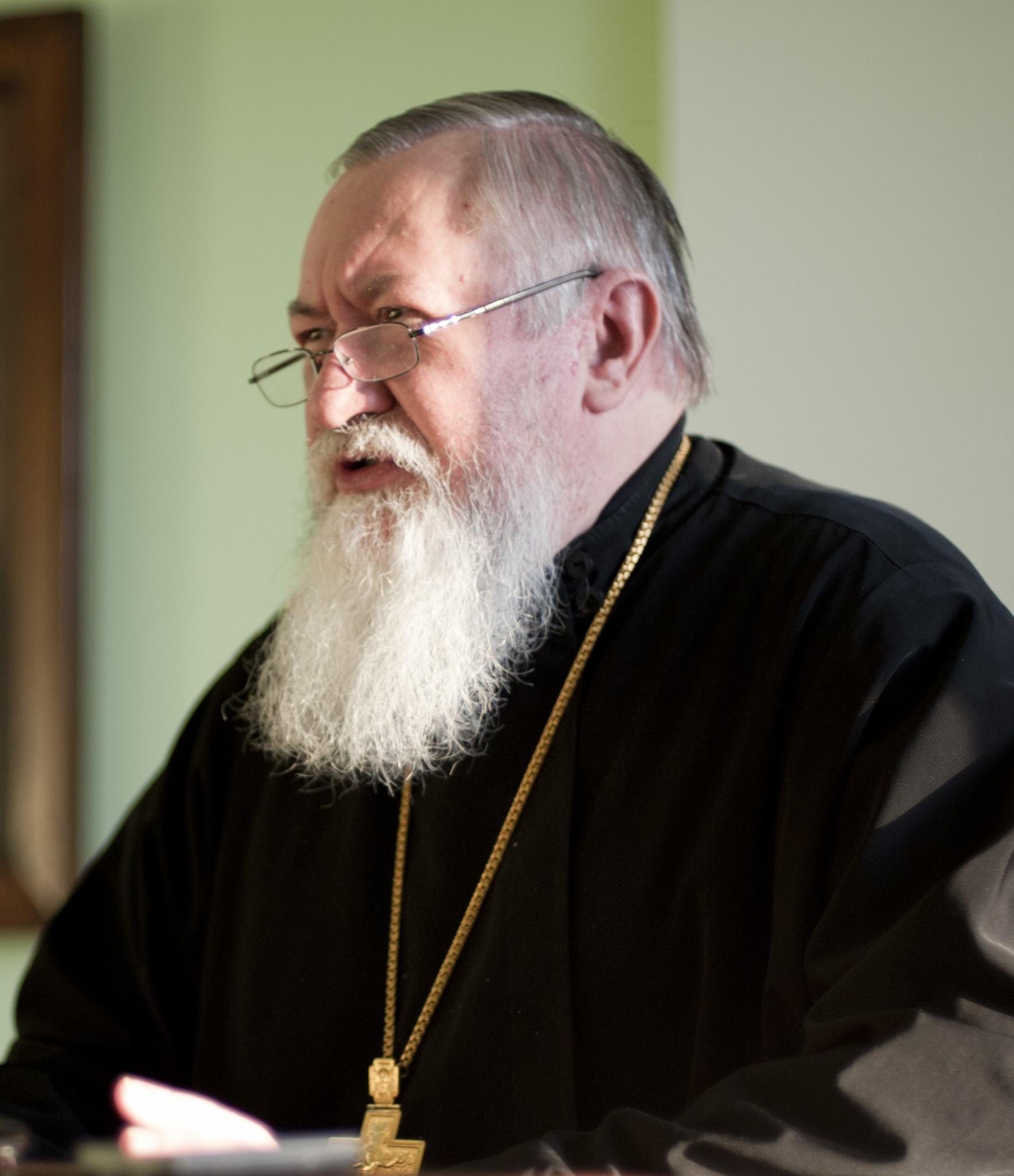
Ivan Mirolioubov, ancien responsable de l'Église vieille-orthodoxe pomore de Lettonie, passé à l'Église orthodoxe russe, secrétaire de la Commission pour les paroisses des Vieux-croyants et l'interaction avec les Vieux-croyants

En 1999, l'Église orthodoxe russe a créé une Commission pour les paroisses des vieux-croyants et les relations avec les vieux-croyants (Комиссия по делам старообрядных приходов и по взаимодействию со старообрядчеством). Depuis 2005, le secrétaire de la Commission est Ivan Ivanovitch Mirolioubov, ancien Président du Conseil suprême de l'Église vieille-orthodoxe pomore de Lettonie et ancien recteur de l'école théologique de Riga, ordonné prêtre de l'Église orthodoxe russe à Moscou en 2007.
En 2009, l'Église orthodoxe russe a créé le Centre patriarcal de l'ancienne tradition liturgique russe (Патриарший центр древнерусской богослужебной традиции) dirigé par le même Ivan Ivanovitch Mirolioubov.
Pour son parcours personnel, il est très critiqué par une grande partie des vieux-croyants pomores et autres.

## Relations avec les États et les autorités

### Russie
Le Conseil pour l'interaction avec les organisations religieuses (Совет по взаимодействию с религиозными объединениями) est un organe consultatif qui a créé par un arrêté du président de la fédération de Russie le 24 avril 1995. C'est la plus haute instance de rencontre et l'échange entre les autorités politiques et les représentants des principales organisations religieuses de Russie. Le primat de l'Église orthodoxe vieille-ritualiste russe en est membre depuis sa création. Il a longtemps été le seul représentant des Vieux-croyants.
Depuis le 16 août 2021, il y a également un représentant de l'Église vieille-orthodoxe pomore.

### Ukraine
Le conflit qui oppose l'Ukraine et la Russie en Crimée et le Donbass (Donetsk et Louhansk) affecte aussi l'Église vieille-orthodoxe pomore d'Ukraine.
Une loi du 20 décembre 2018 « Sur la liberté de conscience et des organisations religieuses » oblige les organisations religieuses qui sont liées à - ou qui ont leur siège dans - un pays considéré comme agresseur d'indiquer cette dépendance dans leur dénomination. Cinq Églises sont dans cette situation dont l'Église vieille-orthodoxe pomore d'Ukraine.

## Culture et traditions
Les fidèles de l'Église vieille-orthodoxe pomore, comme les autres Vieux-croyants, ne se veulent pas seulement les héritiers légitimes de l'Église de Russie historique. Ils se considèrent aussi comme les préservateurs des valeurs et de la culture russe traditionnelles :
- ils ont conservé la pratique du chant Znamenny ;
- ils portent les habits traditionnels, notamment dans les lieux de culte (chemise avec ceinture pour les hommes, voile pour les femmes) ;
- les hommes portent la barbe non taillée.

## Situation actuelle
La fin de l'URSS ouvre une nouvelle ère pour l'Église vieille-orthodoxe pomore et pour ses membres dans les nouveaux États qui lui ont succédé. Les communautés peuvent se réorganiser officiellement, se faire enregistrer et mener leurs activités librement. Elles doivent toutefois faire face à de nombreux problèmes et défis :
- le récupération des lieux de culte confisqués ;
- la restauration des lieux de culte ;
- la construction de nouveaux lieux de culte ;
- le vieillissement des membres des communautés, notamment des communautés rurales ;
- la perte du l'identité communautaire, notamment chez les jeunes ;
- l'exode rural ;
- l'immigration ;
- l'urbanisation, et le besoin de créer de nouvelles communautés urbaines ;
- l'accueil et l'intégration de nouveaux membres, d'ascendance vieille-croyante ou non[20] ;
- la formation théologique et organisationnelle ;
- le prosélytisme, la pression et l'attirance des autres Églises[21] ;
- la sécularisation ;
- l'adaptation à la modernité ;
- les divisions et les mouvements centrifuges.

L'histoire des Vieux-croyants pomores (comme pour tous les Vieux-croyants), faite de persécutions et de répressions pour une grande partie, les a amenés à une attitude de distance et de méfiance vis-à-vis des autres (les « Gentils »), que cet isolement soit choisi ou subit. Ils vivent donc aujourd'hui une véritable révolution culturelle pour trouver leur place dans la société moderne, en normalisant leurs relations avec les autorités politiques et administratives, avec les autres communautés religieuses (« Nouveaux-croyants » et autres tendances des Vieux-croyants, « avec prêtres » et « sans prêtres ») et avec la société civile en général.

## Galerie de photos

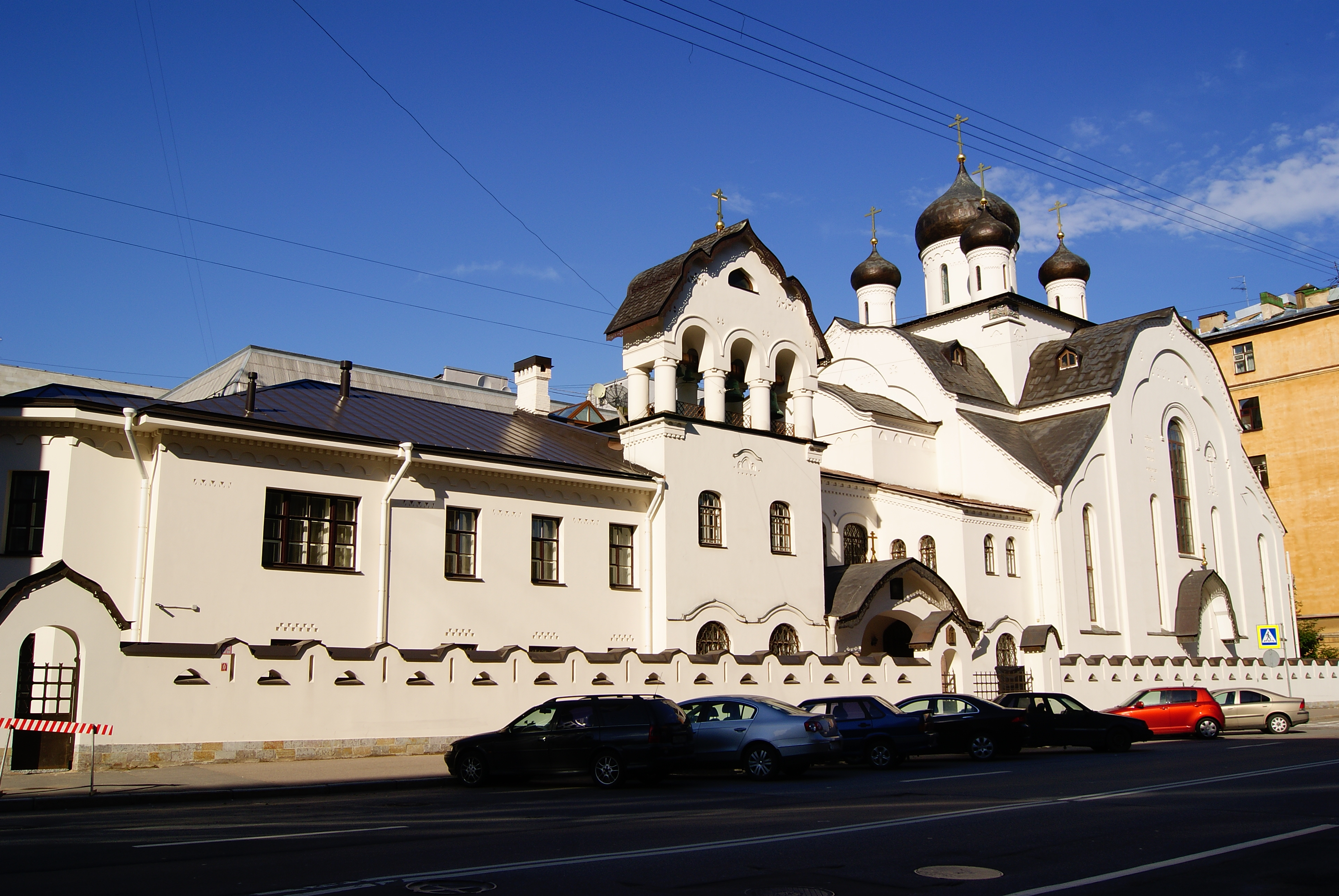
Église de Saint-Pétersbourg (Russie)
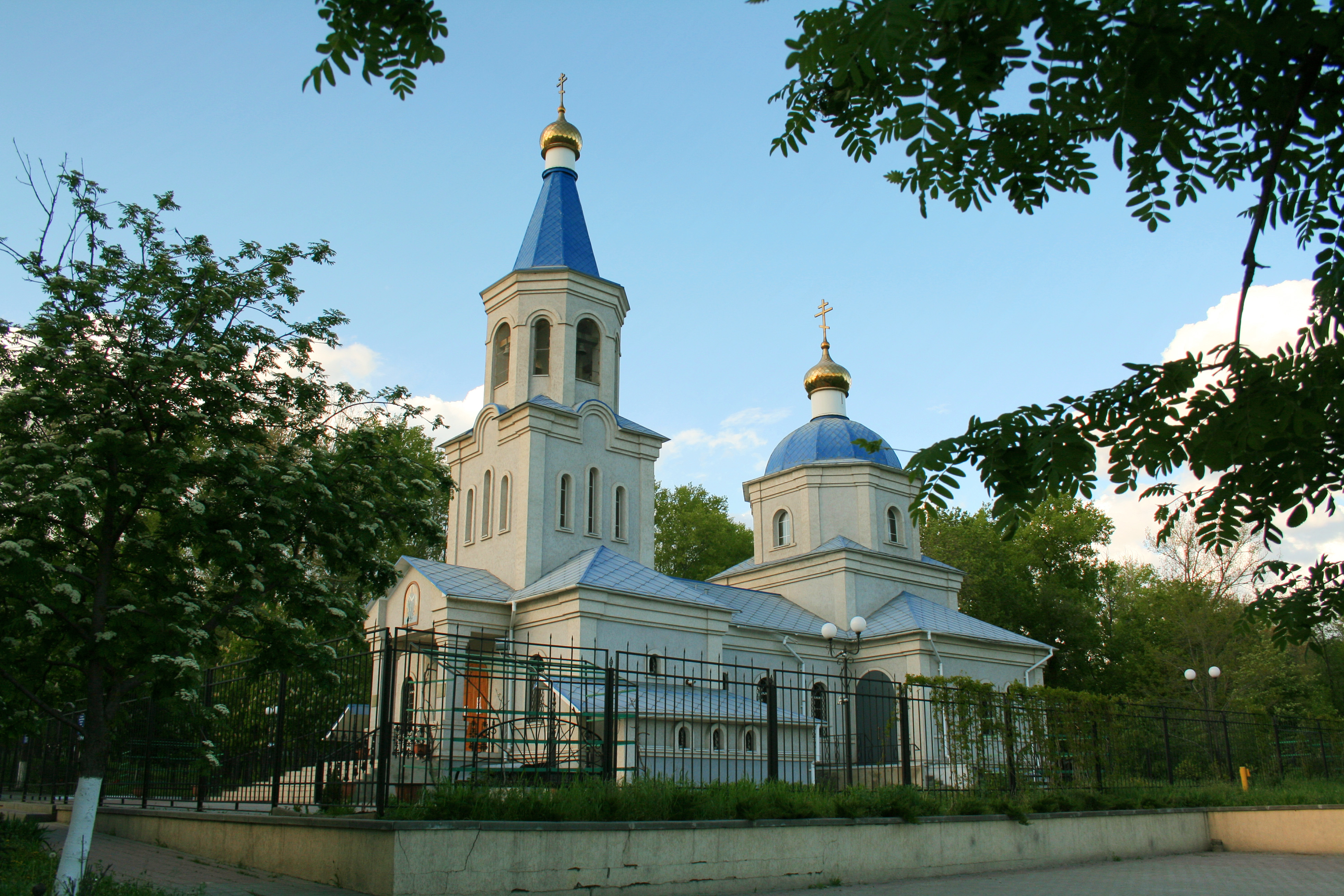
Église de Belgorod[23] (Russie)
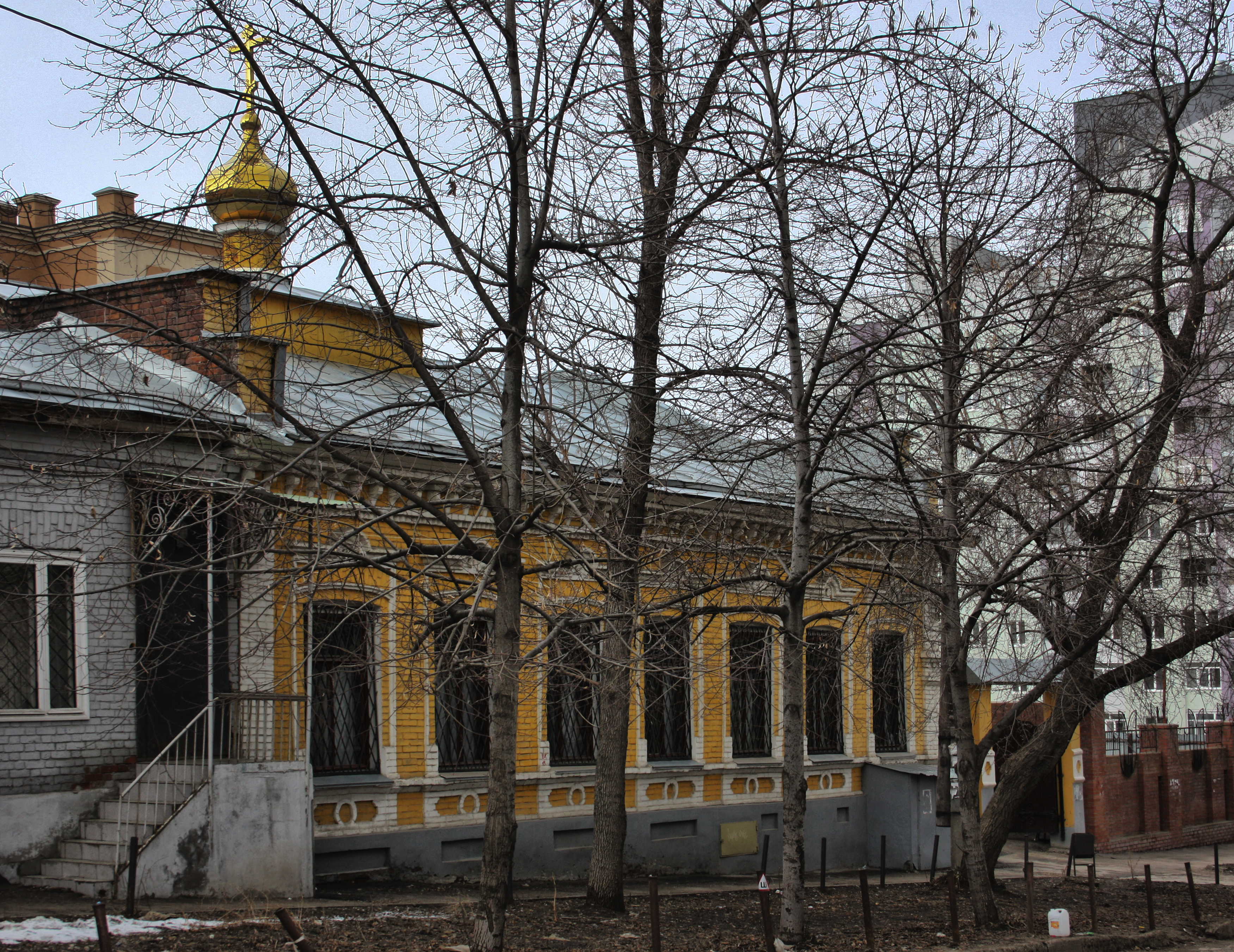
Église de Samara (Russie)
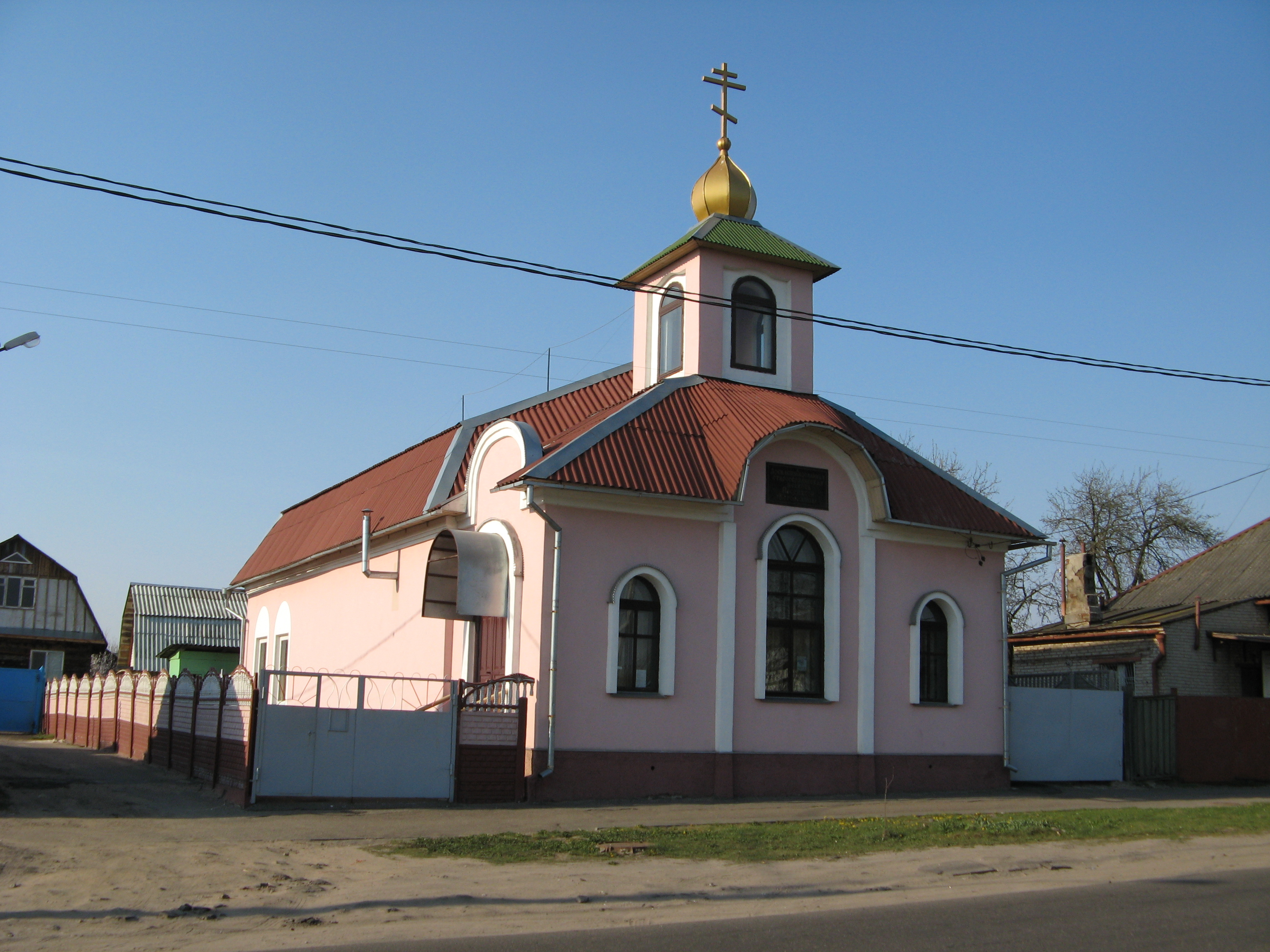
Église de Babrouïsk (Biélorussie)
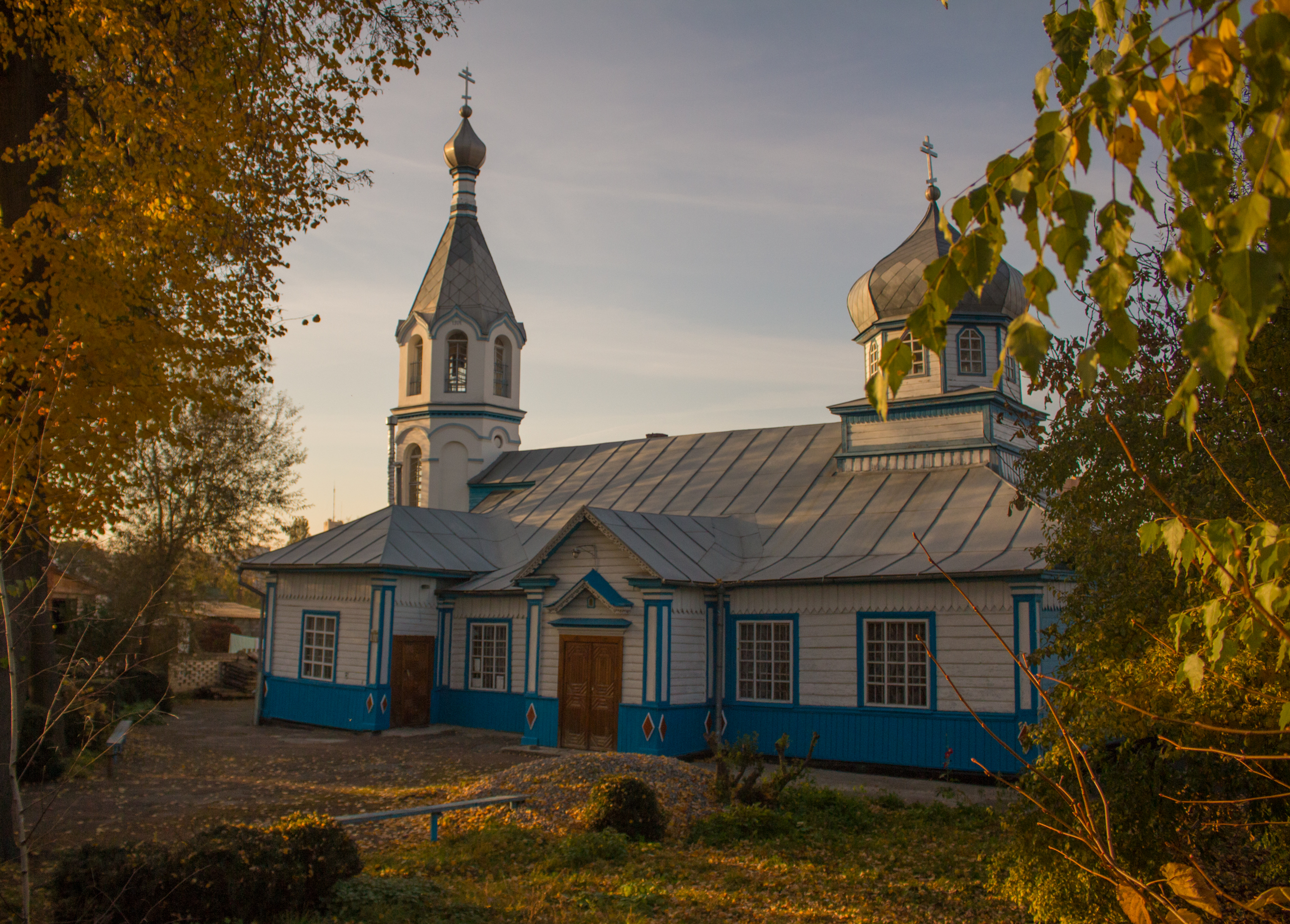
Église de Jytomyr (Ukraine)
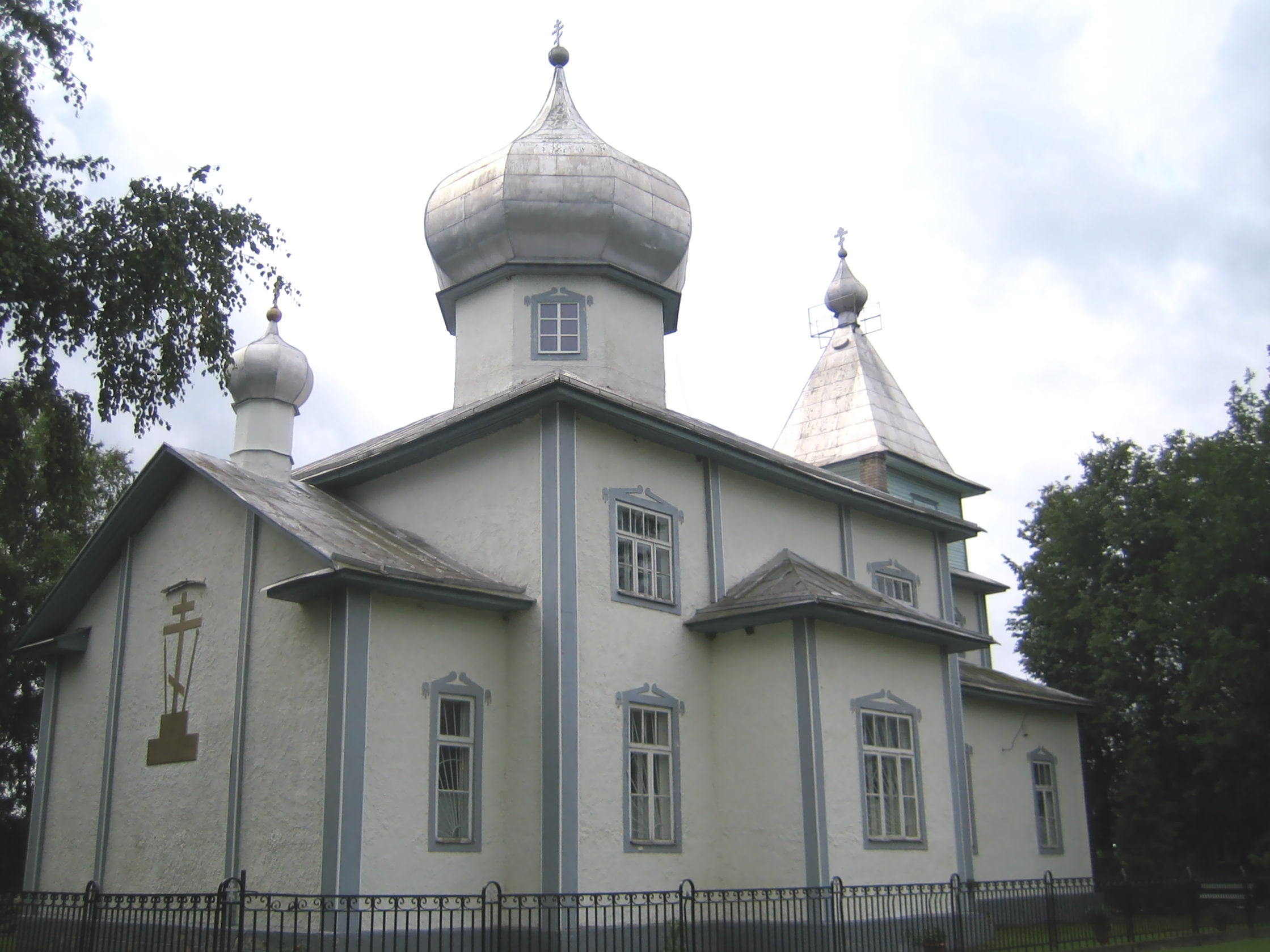
Église de Mustvee (Estonie)
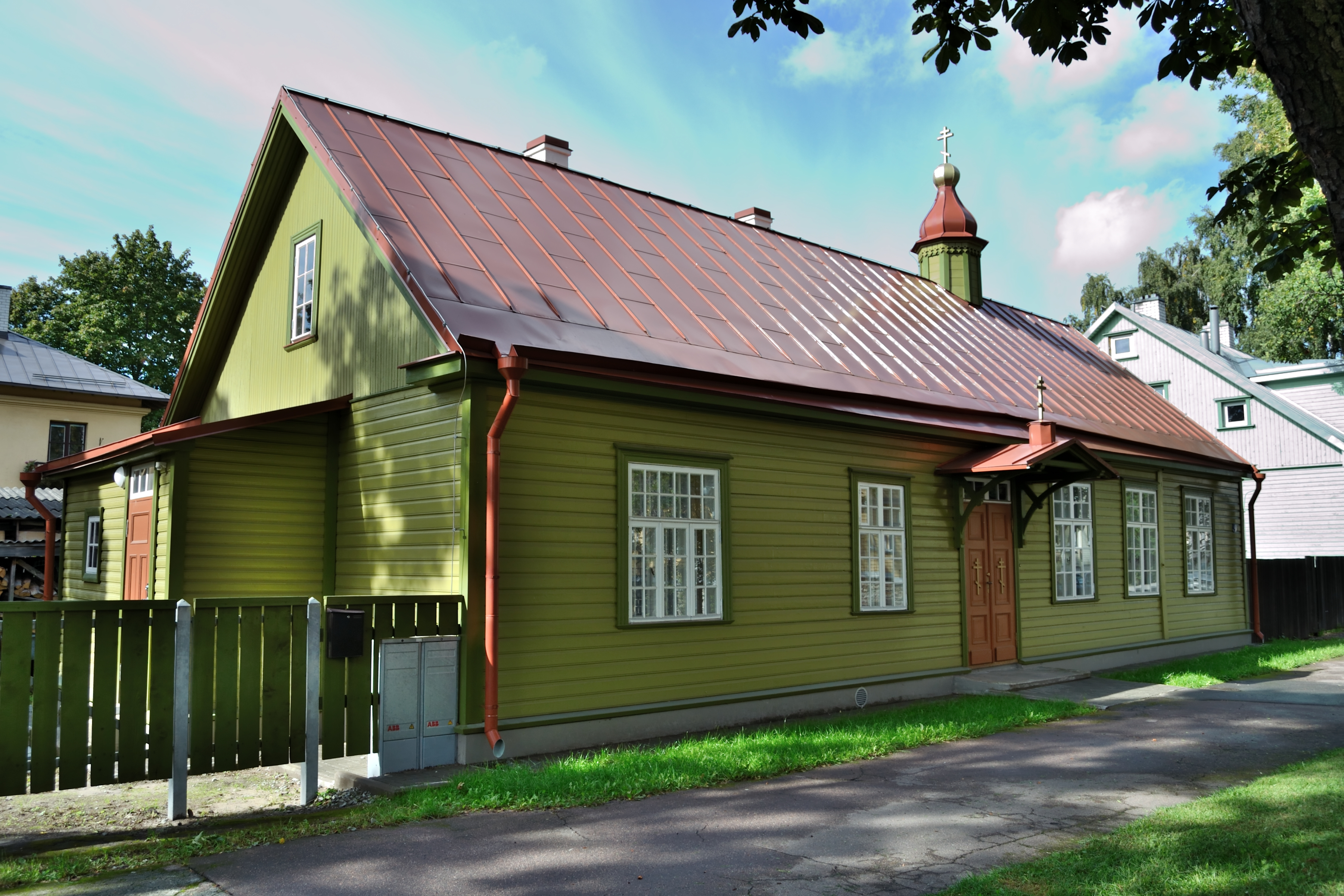
Église de Tallinn (Estonie)
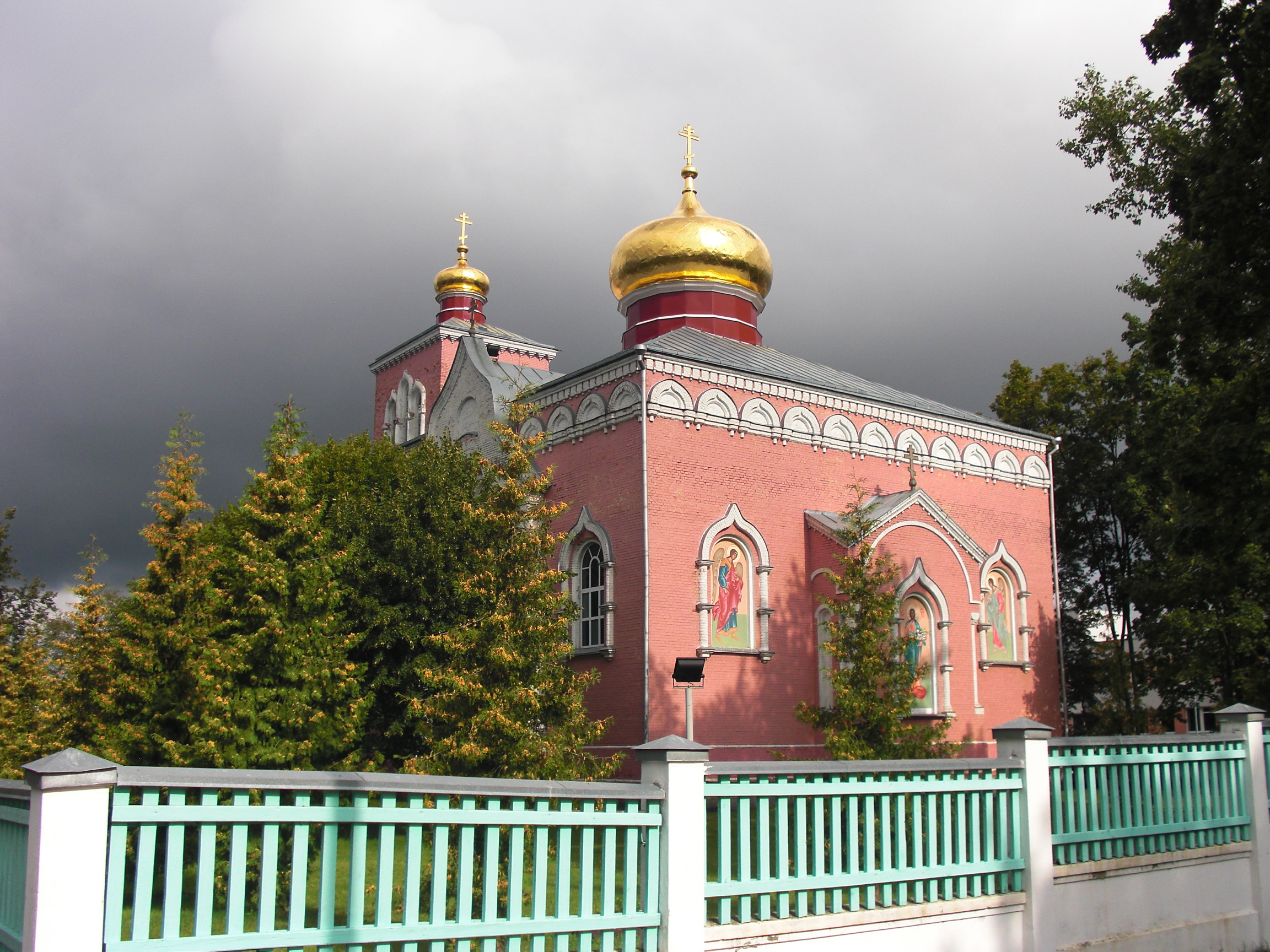
Église de Daugavpils (Lettonie)
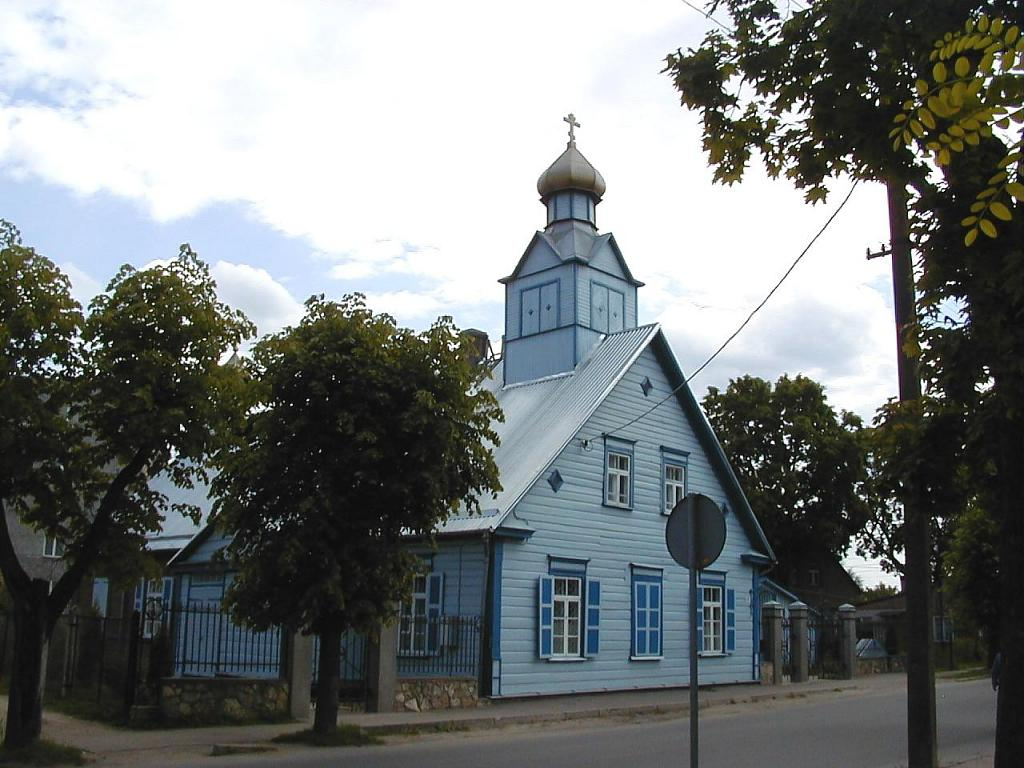
Église de Jēkabpils (Lettonie)
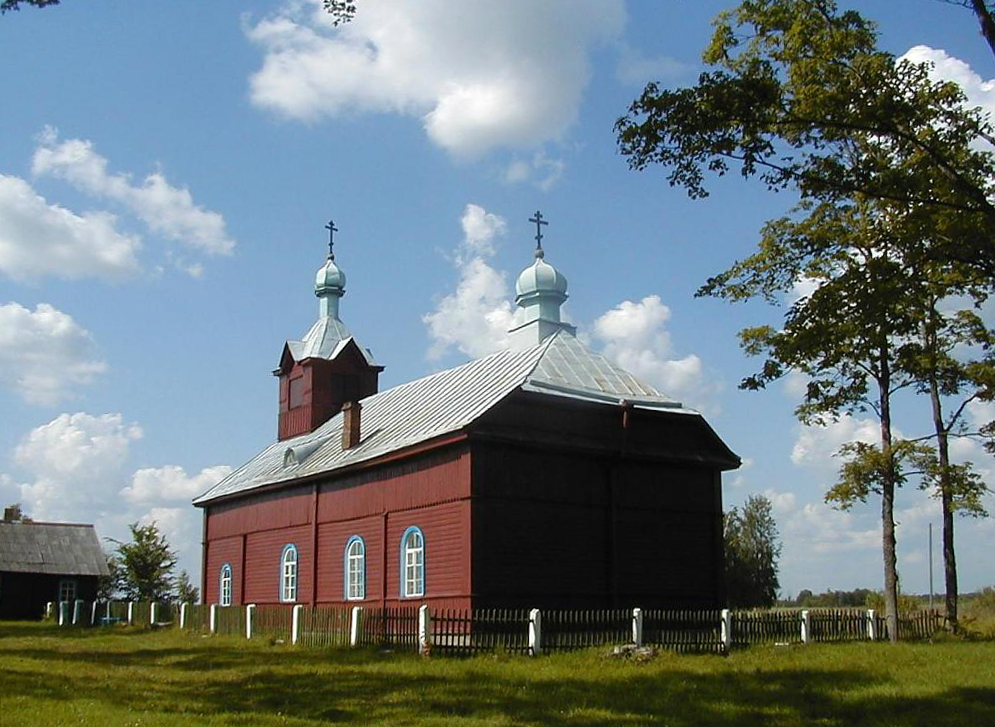
Église de Tiskādi[24] (Lettonie)
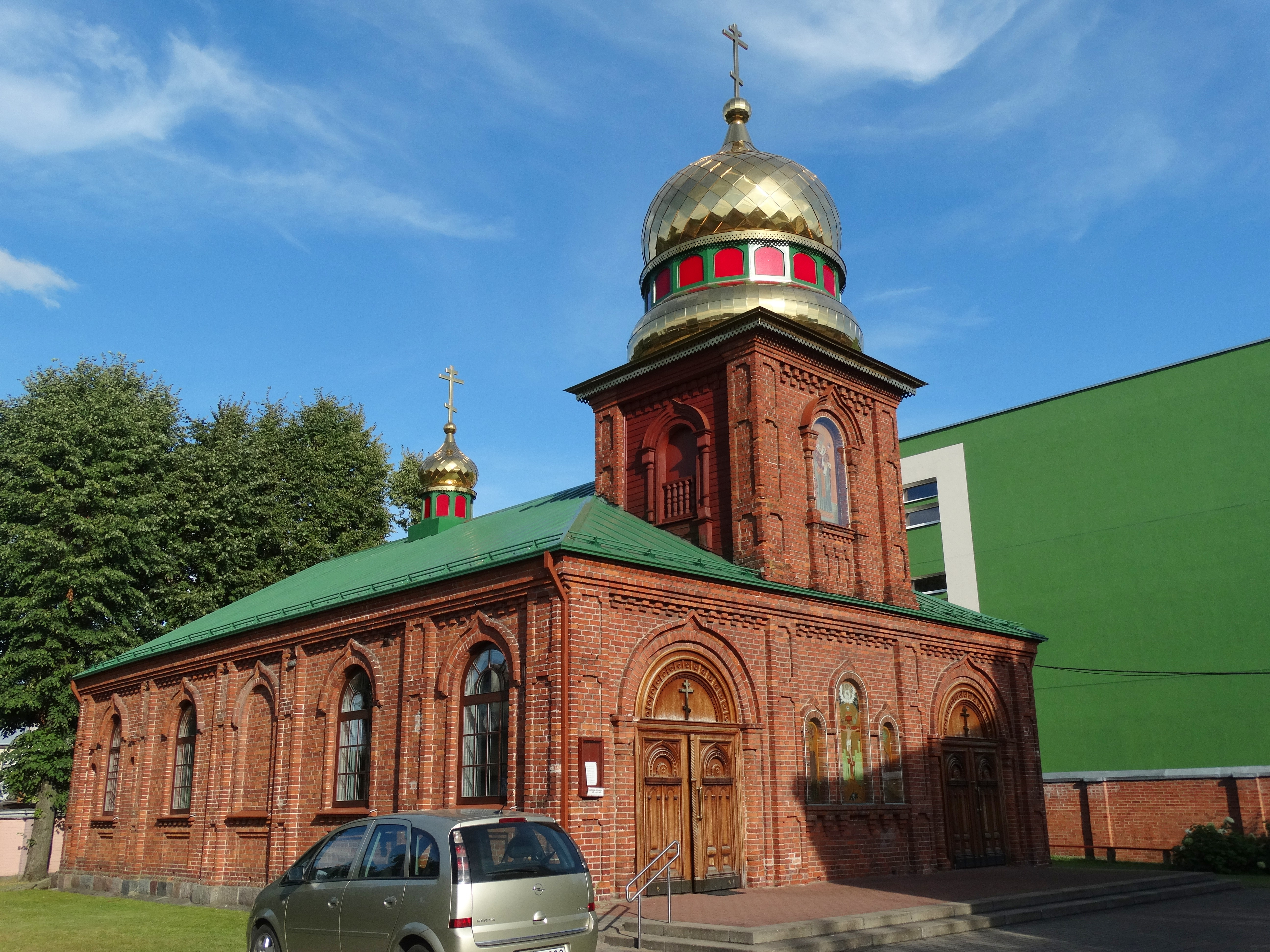
Église de Kaunas (Lituanie)
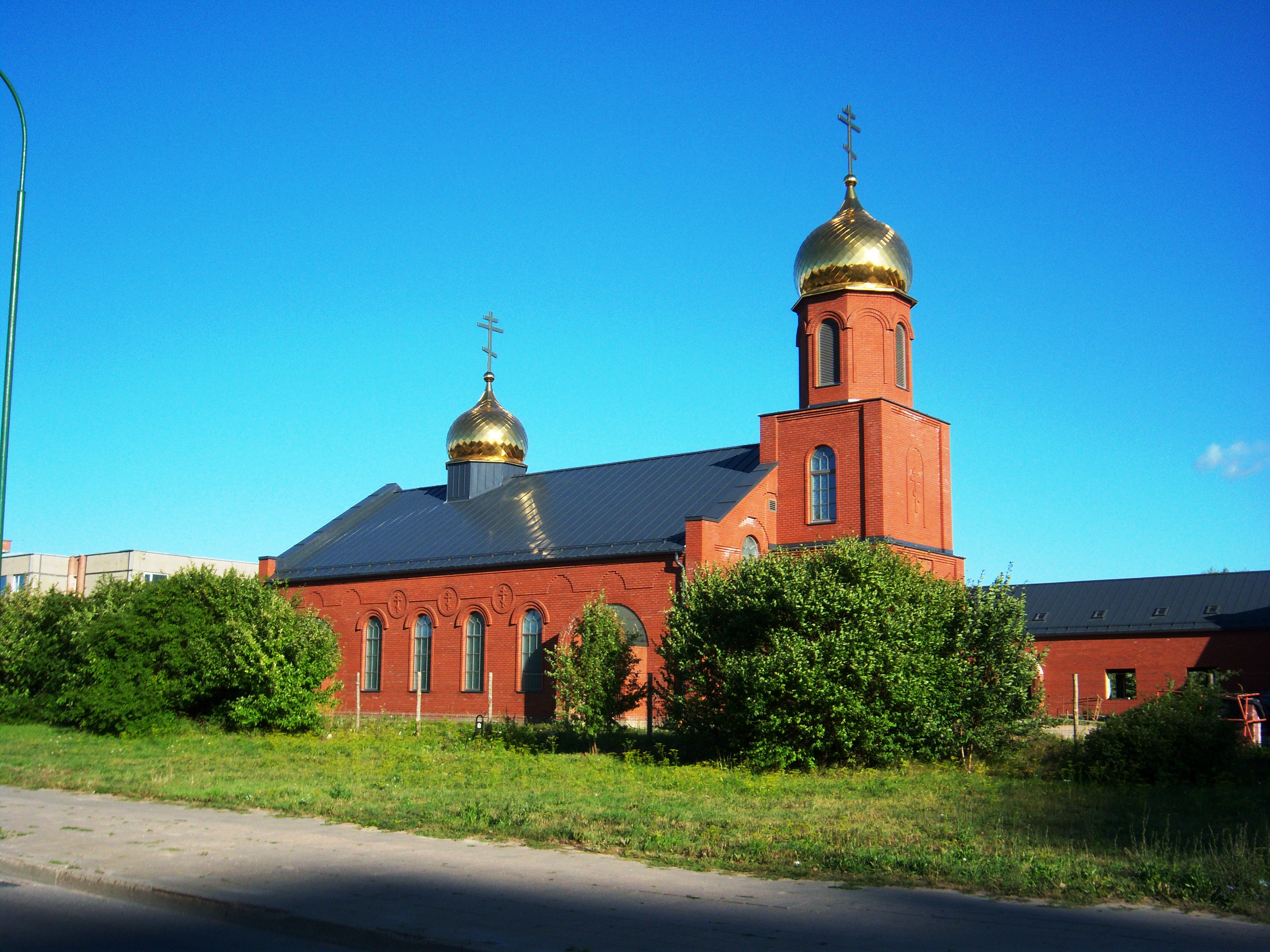
Église de Klaipėda (Lituanie)
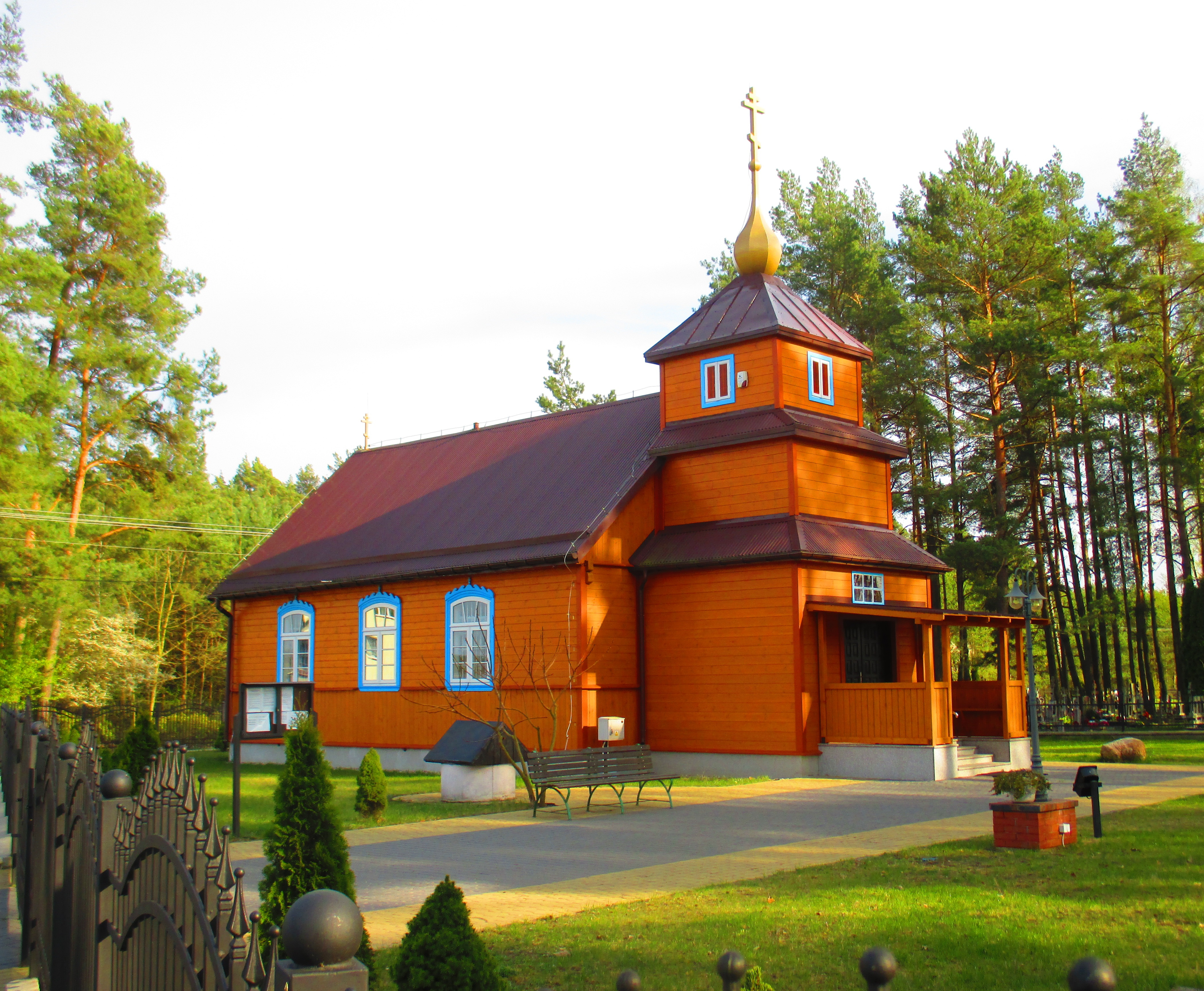
Église de Gabowe Grądy (Pologne)
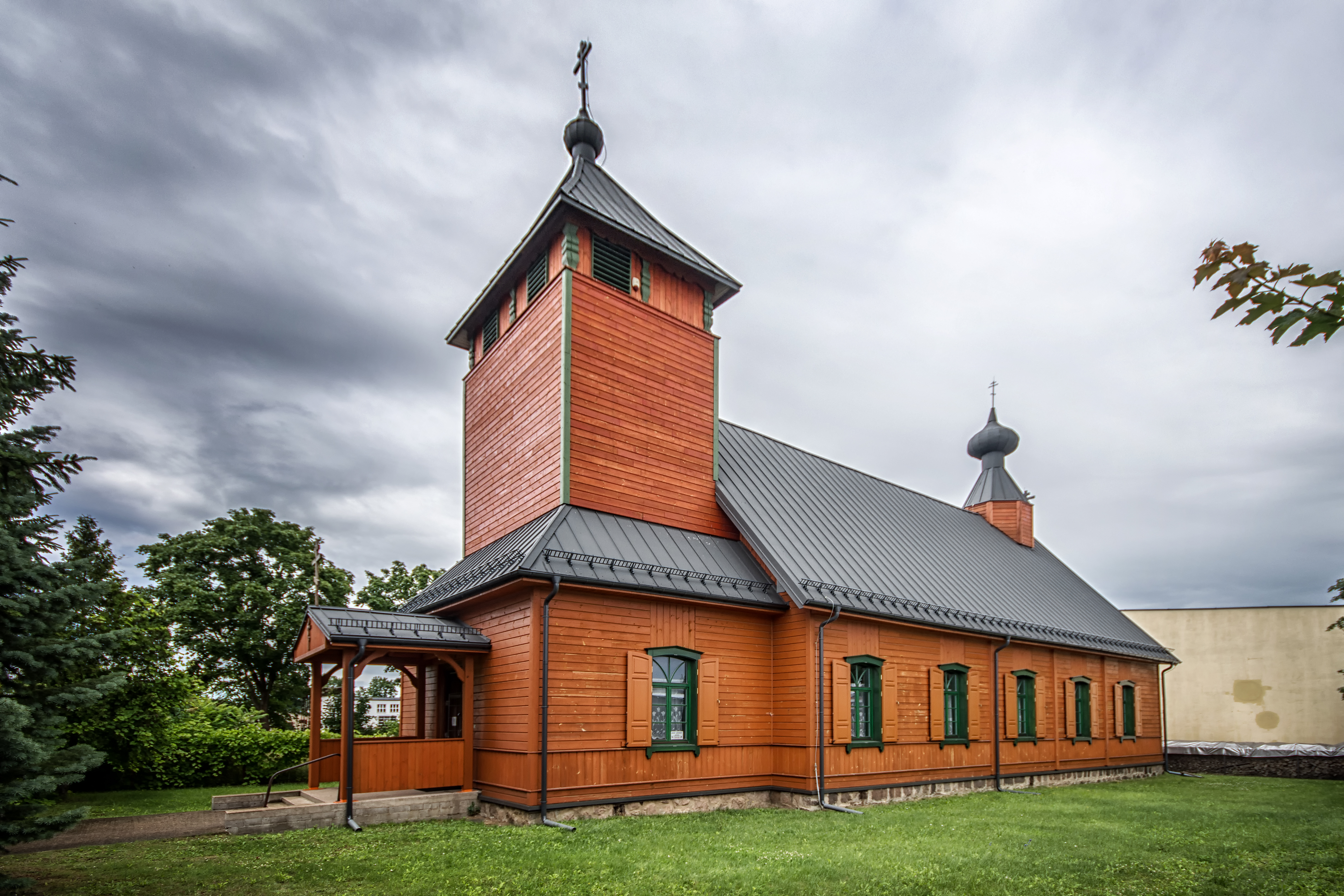
Église de Suwałki (Pologne)
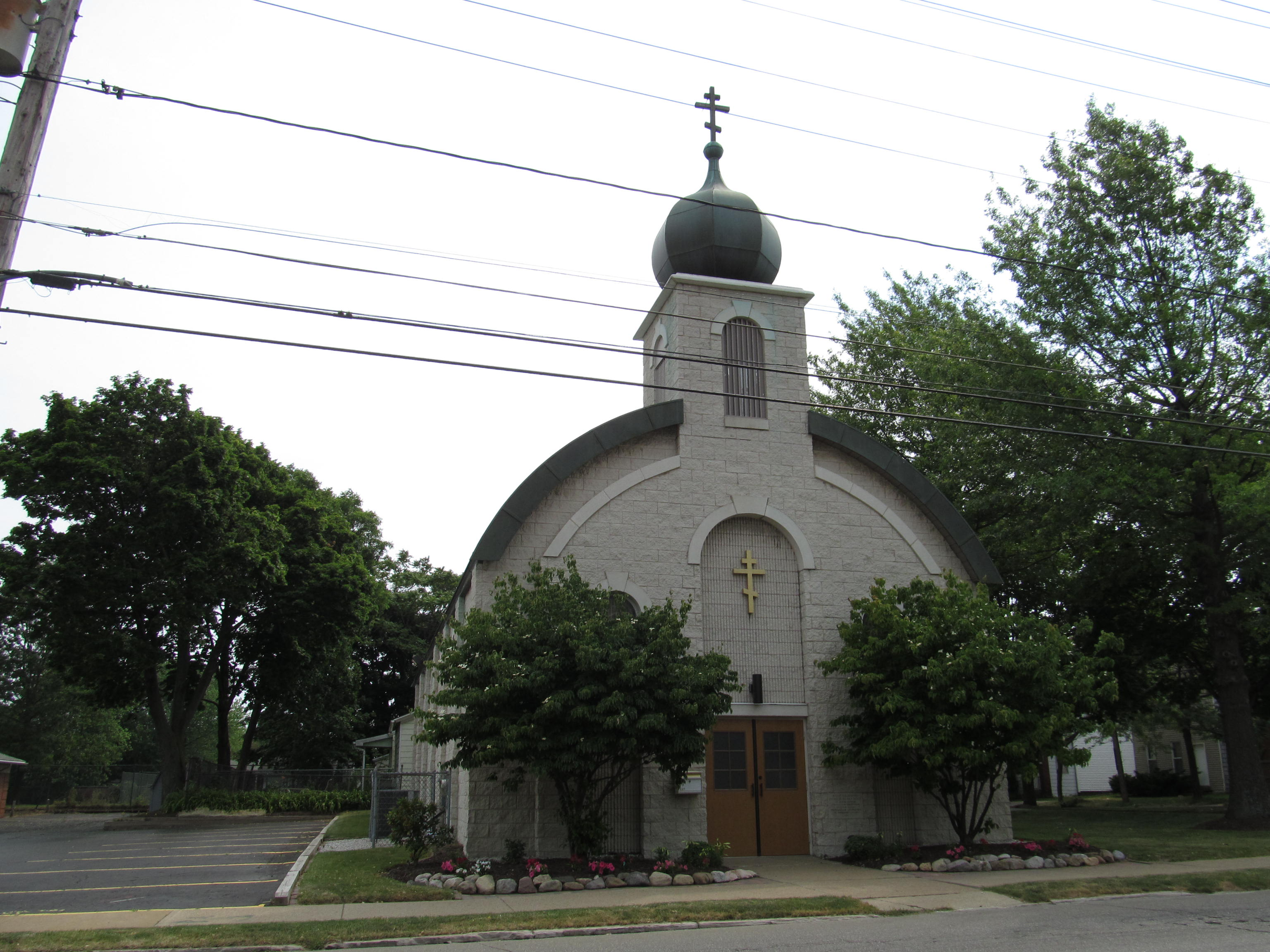
Église d'Érié[25] (États-Unis)